# Adnan Menderes
Adnan Menderes (1899. – 1961. szeptember 17.) Törökország kilencedik miniszterelnöke, az első demokratikus úton választott kormányfője. 1946-ban a Demokrata Párt egyik alapítója volt. Az 1960-as katonai puccsot követően halálra ítélték és két társával együtt İmralı szigetén kivégezték. 1990-ben rehabilitálták, hamvait a számára Isztambulban épített mauzóleumba helyezték át. Ma több közterület, iskola, egyetem és az izmiri repülőtér viseli a nevét.